# Brecht-Abend
Brecht-Abend ist die 1971 geschaffene Aufzeichnung des Fernsehens der DDR der Inszenierung eines Gastspielprogramms von Wolf Kaiser.

## Handlung
Angelica Domröse und Wolf Kaiser sitzen im Studio an einem Tisch, an welchem sie sich immer wieder zum Verlesen von verbindenden Texten treffen. Wolf Kaiser beginnt die Veranstaltung mit einer Lesung aus O Lust des Beginnens und Angelica Domröse singt anschließend zwei Liebeslieder von Bertolt Brecht und der Musik von Paul Dessau aus dem Jahr 1950.
Im ersten Komplex hören wir Lieder aus Bertolt Brechts Hauspostille:
- Domröse: Ballade von Hanna Cash
- Kaiser: Morgendliche Rede an den Baum Green
- Domröse: Lied von der verderbten Unschuld beim Wäschefalten
- Kaiser: Ballade von den Seeräubern

Aus dem Bühnenstück Die Rundköpfe und die Spitzköpfe singt Frau Domröse das Lied von der belebenden Wirkung des Geldes.
Der sich daran anschließende Komplex betrifft Die Dreigroschenoper:
- Kaiser: Die Moritat von Mackie Messer
- Domröse: Die Seeräuber-Jenny
- Kai/Dom: Liebeslied (Siehst du den Mond über Soho)
- Domröse: Barbaralied
- Kai/Dom: Die Zuhälter-Ballade
- Kaiser: Ballade vom angenehmen Leben

Es folgen Arbeiten aus dem Exil:
- Domröse: Ballade von der Judenhure Marie Sanders
- Kaiser: Verjagt aus gutem Grund (Lesung)
- Domröse: Und was bekam des Soldaten Weib?
- Kaiser: Der Soldat von La Ciotat (Lesung Ausschnitt)
- Domröse: Das Lied von der Moldau

Die Vorstellung endet mit zwei Liedern aus dem Theaterstück Die Tage der Commune.

## Produktion
Das Stück, mit dem beide Darsteller in Gastspielen bereits über längere Zeit in der DDR und im Ausland unterwegs waren, wurde im Studio mit wenigen Zuschauern aufgezeichnet. Die Zwischentexte schrieb Hans Bunge und die musikalische Begleitung kam von einer Instrumentalgruppe des Berliner Symphonie-Orchesters.
Die Erstausstrahlung im 1. Programm des Fernsehens der DDR erfolgte am 5. Juni 1971.

## Kritik
Manfred Heidick schrieb in der Berliner Zeitung anlässlich einer Aufführung in der Berliner Kongresshalle am Alexanderplatz vom 2. Oktober 1970:

„Der starke Beifall am Schluß, der Zugaben erzwang, scheint zu bestätigen, daß beiden Künstlern eine eigene Interpretation dieser Texte gelungen ist. Angelica Domröse besitzt eine natürliche Musikalität, die deutlich den eigenen Genuß am Singen verrät.“